# Christopher Mintz-Plasse
Christopher Charles Mintz-Plasse (/mɪnts ˈplɔːs/;Woodland Hills, Los Angeles, 1989. június 20. –) amerikai színész, humorista. 
Leginkább filmvígjátékokból ismert: olyan filmekben szerepelt, mint a Superbad, avagy miért ciki a szex? (2007), a Példátlan példaképek (2008), a HA/VER (2010) és annak folytatása, a HA/VER 2. (2013). 
Szinkronszínészként hangját kölcsönözte az Így neveld a sárkányodat-sorozatban, valamint a Trollok (2016) és a Trollok a világ körül (2020) című animációs filmekben. 

## Színészi pályafutása
Első filmszerepét 17 évesen kapta a Superbad, avagy miért ciki a szex? című amerikai vígjátékban, melyben a főszereplő Fogellt alakította.
Egy évvel később a Példátlan példaképek (2008) című komédiában Seann William Scott és Paul Rudd oldalán szerepelt. Még ebben az évben feltűnt a Jimmy Kimmel Live! talkshowban, ahol olyan sztárok mellett énekelt, mint Pete Wentz, Cameron Diaz vagy Joan Jett.
2009-ben az Így neveld a sárkányodat című animációs filmben Halvér eredeti hangját adta, valamint még ebben az évben a Marmaduke – A kutyakomédiaegyik szereplőjének szinkronhangja is volt. 2010-ben megkapta a HA/VER című filmben Vörös Pára, a gonosz szuperhős szerepét – érdekesség, hogy eredetileg a címszereplő megformálására jelentkezett, de a producerek túl harsánynak vélték hozzá.
2011-ben ismét negatív szerepet játszott: a Frászkarika című filmben egy vámpírt formált meg és olyan színészekkel dolgozott együtt, mint Anton Yelchin, Colin Farrell vagy David Tennant.
2013-ban a HA/VER 2. című filmben játszotta el a fő antagonista Muterbever szerepét, valamint a Kamatylista, az Itt a vége és a Movie 43: Botrányfilm című filmekben is szerepet kapott.
2014-ben a Rossz szomszédság című vígjátékban Scoonie szerepében láthatták a nézők.

## Filmográfia

### Film
| Év   | Magyar cím                         | Eredeti cím                                | Szerep                                  | Magyar hang     |
| ---- | ---------------------------------- | ------------------------------------------ | --------------------------------------- | --------------- |
| 2007 | Superbad, avagy miért ciki a szex? | Superbad                                   | Fogell / McLovin                        | Tóth Barna      |
| 2008 | Példátlan példaképek               | Role Models                                | Augie Farcques                          | Pálmai Szabolcs |
| 2009 | A kezdet kezdete                   | Year One                                   | Izsák                                   | Penke Bence     |
| 2010 | HA/VER                             | Kick-Ass                                   | Chris D'Amico / Vörös Pára              | Baradlay Viktor |
| 2010 | Így neveld a sárkányodat           | How to Train Your Dragon                   | Halvér (hangja)                         | Morvay Bence    |
| 2010 | Marmaduke – A kutyakomédia         | Marmaduke                                  | Giuseppe (hangja)                       | Rába Roland     |
| 2011 | Frászkarika                        | Fright Night                               | "Gonosz" Ed Lee                         | Hevér Gábor     |
| 2012 | ParaNorman                         | ParaNorman                                 | Alvin (hangja)                          | Morvay Gábor    |
| 2012 | Tökéletes hang                     | Pitch Perfect                              | Tommy                                   | Pálmai Szabolcs |
| 2013 | Movie 43: Botrányfilm              | Movie 43                                   | Mikey                                   | Baradlay Viktor |
| 2013 | Itt a vége                         | This Is the End                            | önmaga                                  | Szabó Máté      |
| 2013 | Kamatylista                        | The To Do List                             | Duffy                                   |                 |
| 2013 | HA/VER 2.                          | Kick-Ass 2                                 | Chris D'Amico / Mutterbever / Vörös Köd | Baradlay Viktor |
| 2014 | Rossz szomszédság                  | Neighbors                                  | Scoonie                                 | Kovács Lehel    |
| 2014 | Így neveld a sárkányodat 2.        | How to Train Your Dragon 2                 | Halvér (hangja)                         | Morvay Bence    |
| 2016 | Érettségi után, érettség előtt     | Get a Job                                  | Ethan                                   | Moser Károly    |
| 2016 | Rossz szomszédság 2.               | Neighbors 2                                | Scoonie                                 | Kovács Lehel    |
| 2016 | Trollok                            | Trolls                                     | II. Porcos király (hangja)              | Kovács Lehel    |
| 2017 | A katasztrófaművész                | The Disaster Artist                        | Sid                                     |                 |
| 2019 | Így neveld a sárkányodat 3.        | How to Train Your Dragon: The Hidden World | Halvér (hangja)                         | Morvay Bence    |
| 2020 | Trollok a világ körül              | Trolls World Tour                          | II. Porcos király (hangja)              | Kovács Lehel    |
| 2020 | Ígéretes fiatal nő                 | Promising Young Woman                      | Neil                                    | Elek Ferenc     |
| 2022 |                                    | Honor Society                              | Mr. Calvin                              |                 |
| 2023 | Trollok: Együtt a banda            | Trolls Band Together                       | II. Porcos király (hangja)              | Kovács Lehel    |

### Televízió
| Év        | Magyar cím                          | Eredeti cím                               | Szerep                     | Megjegyzések               |
| --------- | ----------------------------------- | ----------------------------------------- | -------------------------- | -------------------------- |
| 2007      |                                     | Wainy Days                                | munkás                     | 1 epizód                   |
| 2010      | Partiszerviz színész módra          | Party Down                                | Kent                       | 2 epizód                   |
| 2012      |                                     | Friend Me                                 | Evan                       | 8 epizód (nem mutatták be) |
| 2012–2018 | Sárkányok                           | DreamWorks Dragons                        | Halvér (hangja)            | 102 epizód                 |
| 2015      |                                     | Sharing                                   | Grant                      | tévéfilm                   |
| 2016      | Sanjay és Craig                     | Sanjay and Craig                          | Randy Noodman (hangja)     | 1 epizód                   |
| 2016      |                                     | Flaked                                    | Topher                     | 3 epizód                   |
| 2016–2017 |                                     | The Great Indoors                         | Clark                      | 22 epizód                  |
| 2017      |                                     | Trolls Holiday                            | II. Porcos király (hangja) | különkiadás                |
| 2018      |                                     | The Joel McHale Show with Joel McHale     | több szereplő              | 3 epizód                   |
| 2018      |                                     | Stan Against Evil                         | Zach                       | 1 epizód                   |
| 2018–2021 |                                     | Blark and Son                             | Son                        | websorozat (32 epizód)     |
| 2019      | Így neveld a sárkányodat: Hazatérés | How to Train Your Dragon: Homecoming      | Halvér (hangja)            | különkiadás                |
| 2021–2022 |                                     | When Nature Calls with Helen Mirren       | több szereplő              | 5 epizód                   |
| 2023      |                                     | Stars on Mars                             | önmaga                     | 1 epizód                   |
| 2024      | Mesék a Tini Nindzsa Teknőcökről    | Tales of the Teenage Mutant Ninja Turtles | Galamb Geri (hangja)       | 5 epizód                   |

## Diszkográfia
The Young Rapscallions - Everything Vibrates (2011)
- Sounds of Acorn
- Walking Phoenix
- Chain Reaction
- Tread This Water
- Running
- Newbury Park Riot
- Frankenstein's Daughter
- Crumbum
- Made By Monks
- Yes/No
- Midnight Pumpkin

The Young Rapscallions - It Is What It Is. (2012) 
- Shirker
- One Hard Push
- It Is What It Is/Quit Milling About
- Ideas
- Middae

## További információ
- Christopher Mintz-Plasse a PORT.hu-n (magyarul)
- Christopher Mintz-Plasse az Internetes Szinkronadatbázisban (magyarul)
- Christopher Mintz-Plasse az Internet Movie Database-ben (angolul)
- Christopher Mintz-Plasse a Rotten Tomatoeson (angolul)